# 袖口

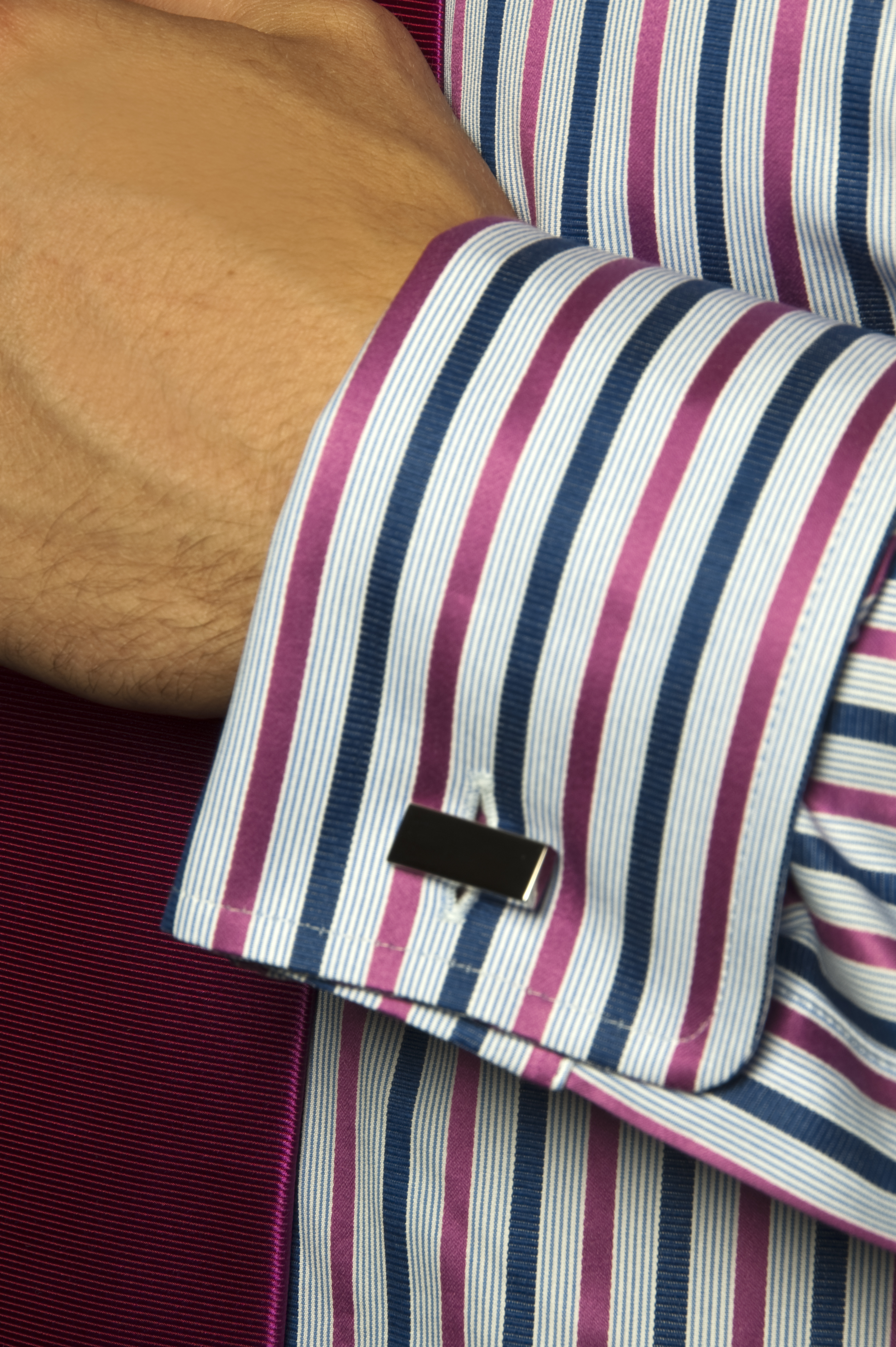
ワイシャツの袖口

袖口（そでぐち）は、ワイシャツやブラウスなどのシャツ、ジャケットやジャンパー、外套などの上着、カーディガンなどトップス全般、上下一体のものでもワンピースなどで、腕を通す袖の端を言う。長袖では手首が出る部分であり、半袖など袖が短いものも腕の出る部分を指すが、タンクトップやランニングシャツなどノースリーブのものについては言わない。
英語のcuff（複数形:cuffs）がそのまま片仮名で「カフ」、「カフス」として使われるが、日本ではこれらは後述するワイシャツの袖口を指すことが多い。
襟や裾の部位と同様に、トップスの種類によって、袖と同じまま端を単に折り返して縫い、ほつれ止めしただけのものもあれば、特に長袖や七分丈などで、装飾や補強のために別に設えて縫い付けられたものもある。
また、単に筒状ではなく、手首よりも大きな掌部分を通しやすいよう、また体温調節や汚れ防止のために捲り上げやすいよう、裁ち開かれてスリット状になっているものがある。そこを留めるためにはボタンやカフリンクス、スナップ、ファスナー、面ファスナーなどが用いられる。
他には寒気や雨水の侵入を防ぐため、伸縮性のある素材を用いていたり、ゴムが入っているもの、ドローコードで締められるものなどがある。ものによっては、手袋と一体化するものもある。

## ワイシャツの袖口
長袖や七分丈のワイシャツやブラウスは、袖口の形や留め方などで、次のように分類される。

### 型による分類
シングルカフス（パレルカフス）
一重で折り返しのない袖口。
狭義には、シングルカフスであって、後述のテニスカフスでもなければコンバーチブルカフスでもない、ボタン留め専用（一方の端はボタンのみで、もう一方に対となるボタンホールがある）ものを指す。
テニスカフス
シングルカフスであるものの内、ボタンが付いておらず、シャツ生地の両端内側を合わせてカフリンクスで留めるもの。一番正式なものであるとされる。ウィングカラーに多い。
コンバーチブルカフス
シングルカフスであるものの内、ボタンでもカフリンクスでもどちらでも留めることができるもの。ボタンで留める場合はボタンの付いた側に、ボタンホールの開いた側をかぶせて留める。カフリンクスで留める場合はテニスカフスのように留める。
ダブルカフス
袖口が長く、折り返して二重にして着用する。テニスカフスのように両側にボタン穴が開いており、カフリンクスで留める。ドレッシーなシャツに多い。
ターンナップカフス
ダブルカフスのように折り返しがあるが、カフリンクスは使わずにボタンで留めるもの。ボタンの色やボタンホールのステッチ、折り返しで色を違えていたり、後述のツインボタンとなっているものも多い。また袖口の角も長めに角が落とされているなどデザインに凝ったものが多い。エレガンスな雰囲気漂うディテールであるが、正装としては用いられない。

### ボタン付きシャツの分類
狭義のシングルカフスやコンバーチブルカフス、ターンナップカフスなど、ボタンの付いたシャツは次のようにも分類される。
（文中、ボタンやボタンホールの数は、片方の袖についてである。）
シングルボタン
ボタンが一つのもの。当然、対となるボタンホールも一つである。広義には、ボタンホールが一つであるアジャスタブルカフスも、シングルボタンに含まれる（ボタンを留めた際に一組になるもの）。
アジャストボタン（アジャスタブルカフス）
ボタンが袖口と並行に二つ並んでおり、手首のフィット感を調節できるもの。コンバーチブルカフスの場合は、ボタンホールの両端にボタンが付けられる。
ツインボタン
袖口にボタンとボタンホールがそれぞれ縦に（袖口と垂直に）2つ並んでいるもの（よって、対となるボタンホールは二つ）。袖口の部分が長いシャツやデザイン上の理由から採用される。カフリンクスが2組必要なのでカフリンクを用いる事はなく、コンバーチブルのものはない（片側はボタンのみ）が、アジャストボタンとなっているものはある。
なお、着用しやすくするためや、袖をまくりあげるため、袖口の合わせ部分が長く、その途中を留めるものはツインボタンとは呼ばない。
その他、デザインによってはボタンとボタンホールが3対以上のものがある（メーカーや販売店などでトリプルボタンなどと呼ばれる）。

### 角の処理による分類
スクエア
角が垂直のままの（四角い）袖口。
ラウンド
角を丸く加工した袖口。半径の大きなものは大丸、小さいものは小丸と呼ばれるが、厳密な区別はない。
バレル
角落としとも。角を斜めに（ラウンドさせず）切り落とした袖口。